# Rosa Aschenbrenner
Pour les articles homonymes, voir Aschenbrenner.
Rosa Aschenbrenner, née Rosa Lierl le 27 avril 1885 à Beilngries et morte le 9 février 1967 à Munich, est une femme politique socialiste allemande. 

## Biographie
Son père est horloger et agriculteur. Elle travaille comme femme de chambre, puis rejoint l'Association d'éducation des femmes et des filles à Munich. Après son mariage avec Hans Aschenbrenner, un ouvrier, elle adhère au SPD en 1909. En 1917, elle est membre de l'USPD, où elle se positionne à l'aile gauche qui fusionne avec le KPD pour former le VKPD en décembre 1920. Le 7 juillet 1920, elle est élue deuxième présidente de la direction du district de l'USPD à Munich. Le 6 juin 1920, elle est candidate de l'USPD au Parlement régional de Bavière. En novembre 1921, elle subit une opération médicale compliquée qui affecte gravement sa santé. Elle met alors son mandat parlementaire de côté le 22 janvier 1922, afin de pouvoir se consacrer entièrement à une association féminine où elle vient en aide aux prisonniers politiques. Cette association de l'ADGB a existé jusqu'à l'été 1923 et a ensuite été dissoute en raison de sa proximité politique avec la Rote Hilfe Deutschlands (RHD). En 1924, elle est réélue au Parlement de l'État de Bavière, où elle siège jusqu'en 1932. En outre, elle est chargée des activités politiques des femmes du KPD dans le district du sud de la Bavière, et plus tard trésorière du parti. 
Faisant partie de l'aile droite du parti autour d'August Thalheimer et de Heinrich Brandler, elle critique la politique d'Ernst Thälmann à partir de 1928 et est avertie qu'elle ne doit pas aller contre la ligne du parti et du Komintern. En juin 1929, elle quitte le parti, refusant de continuer à représenter la ligne dirigeante du parti qu'elle qualifie de « catastrophique ». Son mari est expulsé du KPD le mois suivant parce qu'il refuse de se séparer de sa femme. Rosa Aschenbrenner rejoint le KPO autour de Brandler et Thalheimer, puis en raison du manque de structures du parti dans la région de Munich, elle rejoint le SPD en 1932, tout en campant sur ses positions politiques antérieures. 
Après l'arrivée au pouvoir du parti nazi en 1933, elle est emprisonnée plusieurs mois. En 1937, elle est à nouveau condamnée à quatre mois de prison pour avoir écouté des radios étrangères qualifiées d'ennemies par les nazis. En 1945, elle est l'un des membres refondateurs du SPD. Toujours socialiste convaincue et opposante au réarmement, elle est élue régionale du SPD de 1946 à 1948, puis jusqu'en 1956 au conseil municipal de Munich, mais est de plus en plus marginalisée en raison de ses positions politiques au sein du parti.